# 馬克爾島
馬克爾島是蘇格蘭的島嶼，位於大西洋海域，屬於昔德蘭群島的一部分，長5公里、寬5公里，面積18平方公里，最高點海拔高度169米，2001年人口104。

## 外部連結
- scottishislands.org.uk
- Shetland in Statistics 2006 from shetland.gov.uk （页面存档备份，存于）

60°22′N 1°25.5′W / 60.367°N 1.4250°W